# 半人马

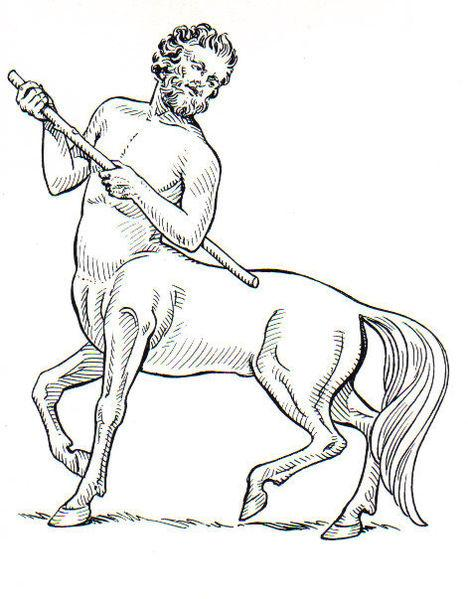
半人馬的畫像

半人马（英文：Centaur）亦稱人頭馬、山杜爾族，是希腊神话中一种半人半马的怪物。他们的上半身是人的躯干，下半身则是马身，也包括腰部和四腿。

## 起源
关于半人马的来源在希腊神话中有许多不同的故事，一般它们都与拉庇泰人国王伊克西翁和云有关。有一种说法说他们是伊克西翁与涅斐勒的后代，另一种说法是伊克西翁酒醉后开始对天后赫拉动手动脚，在宙斯的帮助下，赫拉将一块云化为自己的形象，半人马是伊克西翁与这块云的后代，或伊克西翁与这块云的儿子的后代等等。

## 傳說
半人马一般被描写为粗野、狂暴和不讲道理。一般他们被作为野蛮的代表，与酗酒、暴力和色情相联系，但也有少数例外。在希腊神话中有一些知名的半人马是非常有知识和有教养的，比如多位大英雄的老师奇倫。这样的半人马（特别是奇倫）在中文里也常被美称为马人。（有的文献中也直接把“马人”等同于“半人马”。）

## 考古研究
认为半人马是当时未见到过骑兵的希腊人对从中亚来的游牧民族的反映。考古工作在近东发现了一些与半人马有关的艺术作品。半人马也可能是游牧民自身的图腾或荣誉的自称。

## 代表星座
半人马在天空的代表星座是半人马座和人马座。

## 大眾文化
- 聖鬥士星矢中系列中的黃金聖鬥士之一射手座的聖衣外型為半人马。
- 獵獸神兵中第二十六號部隊「擬神兵部隊」的隊員邁爾斯，擬神兵型態為「神射手半人馬 肯陶洛斯」。
- 哈利波特系列中住在禁忌森林裡面,除了海格外不相信其他人類甚至懷有敵意的半人馬,其中一位名叫翡冷翠的半人馬在禁忌森林拯救過哈利。
- 神話世紀中的神獸兵種,古典時代信奉神差漢密斯即可訓練。
- 納尼亞傳奇中出現,隨著主角們一同出戰。
- 魔獸爭霸3中住在卡林多的野獸,在獸人戰役中不斷攻擊凱恩血蹄率領的牛頭人部落,後來部落大酋長索爾率領的獸人登陸卡林多,與凱恩一起擊退。
- 迪士尼電影大力士中出現的涅索斯,是傳統的半人馬,想要非禮蜜格拉,成為被海格利斯首位擊敗的對手。